# بنجامين روبين
بنجامين روبين (بالإنجليزية: Benjamin Rubin)‏ هو أحيائي أمريكي، ولد في 27 سبتمبر 1917، وتوفي في 8 مارس 2010.